# Sede del Instituto Geológico y Minero de España
La sede del Instituto Geológico y Minero de España es un edificio de la ciudad española de Madrid, situado en el barrio de Ríos Rosas, Chamberí. En su interior alberga el Museo Geominero.

## Descripción
Sede del conocido actualmente como Instituto Geológico y Minero de España, también ha sido nombrado como «edificio del Instituto Tecnológico Geominero de España», se encuentra situado en la calle de Ríos Rosas número 23, en el barrio de Vallehermoso, perteneciente al distrito de Chamberí.  Su construcción corresponde a un proyecto de Francisco Javier de Luque López, llevado a cabo entre 1925 y 1927. En marzo de 1998 fue declarado por real decreto Bien de Interés Cultural en la categoría de monumento. Se encuentra situado junto al edificio de la Escuela Técnica Superior de Ingenieros de Minas y Energía.